# 欠端光則
欠端 光則（かけはた みつのり、1963年〈昭和38年〉1月10日 - ）は、岩手県二戸郡福岡町（現：二戸市）出身の元プロ野球選手（投手）。

## 来歴
岩手・福岡高では、1年秋の県大会準決勝では盛岡工の田鎖博美と投げ合って救援を受けるも勝利したが決勝は登板せずに敗退。1979年の2年生の時に夏の県大会決勝に進むが、久慈高に敗れ甲子園出場を逸する。秋は県大会を制して東北大会で高山郁夫が先発した秋田商戦で救援登板したが敗れた。翌1980年の春季東北大会でも決勝に進出し、途中救援で東北高の中条善伸と投げ合うが惜敗。しかし同年夏は県予選決勝で水沢高を降し、福岡高を19年ぶりの甲子園に導く。夏の甲子園では1回戦で大分商業高に敗退。
1980年のプロ野球ドラフト会議でロッテオリオンズから3位指名を受け入団。同期には愛甲猛がいた。
1982年に一軍初登板を果たし、4月中旬から10試合に先発するが1勝6敗に終わる。その後は主に中継ぎとして登板した。
1983年シーズンオフの11月、右田一彦・竹之内徹との交換トレードで新谷吉孝と共に横浜大洋ホエールズに移籍。
移籍後は速球とフォークボールを武器に主に先発投手として活躍し、当時慢性的な投手不足だった大洋のローテーションを支えた。
1985年には初めて規定投球回（17位、防御率5.07）に到達。当時全盛の強さを誇っていた広島東洋カープに強く「カープキラー」の異名をとった。当時、横浜大洋のエースだった遠藤一彦が怪我をした際には、1988年から2年続けてチーム最多勝利を記録。1988年4月8日にはナゴヤ球場での中日ドラゴンズ戦で開幕投手を務め完投勝利。また、この年キャリア唯一の二桁勝利となる11勝、リーグ10位の防御率3.22を記録。
1989年も9勝、防御率3.31（リーグ10位）の好成績を挙げる。先発以外でも中継ぎとして連投やロングリリーフをこなす。
1992年にはセ・リーグ最多登板を記録するなどタフネスな働きぶりを見せた。晩年は肘の故障に悩む。
1994年限りで現役を引退。打者としても通算3本塁打を打っている。
1995年からの2年間、横浜の打撃投手を務めた。
1997年に球団広報に転身し、2023年時点で横浜DeNAベイスターズの北海道・東北を中心にスカウトを務めながら、毎年秋には地元二戸に帰り、野球教室を開いている。
2024年限りでスカウトを退任。翌2025年からは施設管理の業務を担当している。

## 人物
実家は兼業農家で、野菜や米の食材には困らなかった。父親は陸上選手で運動神経も良く、両親ともに身長は高かったという。地元には神社の相撲大会があり、欠端本人も小さい頃ずっと出ており、中学3年生の時には、その相撲大会で団体と個人で優勝している。
三人兄弟の長男で、末弟も甲子園に出場している。次弟は伊勢ノ海部屋の元幕下力士の外ヶ濱（入門当初は本名の「欠端」をしこ名にしていた）。兄弟が共に現役だった当時のスポーツ新聞には、毎場所幕下以下の注目力士がピックアップされており、『大洋欠端投手の弟』として星取表が載っていた。その影響もあってか、欠端の選手名鑑の趣味の欄には「相撲の星取表を見ること」と記載されていた。
2008年12月15日、JR東日本根岸線関内駅にてプラットフォームから転落した女性を発見し、自ら線路下に降りてこの女性を救助した。この鉄道人身事故を未然に防いだ人命救助活動により、12月26日にJR東日本横浜支社から感謝状が贈られた。
長女の欠端瑛子は女子ゴールボール競技日本代表で、2012年ロンドンパラリンピックにおいて金メダルを獲得した。

## 詳細情報

### 年度別投手成績
| 年 度      | 球 団      | 登 板 | 先 発 | 完 投 | 完 封 | 無 四 球 | 勝 利 | 敗 戦 | セ 丨 ブ | ホ 丨 ル ド | 勝 率 | 打 者 | 投 球 回 | 被 安 打 | 被 本 塁 打 | 与 四 球 | 敬 遠 | 与 死 球 | 奪 三 振 | 暴 投 | ボ 丨 ク | 失 点 | 自 責 点 | 防 御 率 | W H I P |
| ---------- | ---------- | ----- | ----- | ----- | ----- | -------- | ----- | ----- | -------- | ----------- | ----- | ----- | -------- | -------- | ----------- | -------- | ----- | -------- | -------- | ----- | -------- | ----- | -------- | -------- | ------- |
| 1982       | ロッテ     | 30    | 10    | 2     | 0     | 0        | 1     | 6     | 0        | --          | .143  | 387   | 85.2     | 97       | 11          | 40       | 1     | 4        | 46       | 4     | 0        | 57    | 52       | 5.46     | 1.60    |
| 1983       | ロッテ     | 32    | 8     | 0     | 0     | 0        | 2     | 4     | 0        | --          | .333  | 406   | 89.1     | 107      | 18          | 41       | 2     | 2        | 49       | 3     | 0        | 55    | 52       | 5.24     | 1.66    |
| 1984       | 大洋 横浜  | 26    | 17    | 3     | 0     | 0        | 4     | 8     | 0        | --          | .333  | 437   | 97.0     | 114      | 13          | 40       | 2     | 1        | 62       | 2     | 0        | 58    | 50       | 4.64     | 1.59    |
| 1985       | 大洋 横浜  | 28    | 27    | 4     | 0     | 0        | 9     | 5     | 0        | --          | .643  | 663   | 152.2    | 178      | 23          | 44       | 6     | 1        | 77       | 3     | 0        | 88    | 86       | 5.07     | 1.45    |
| 1986       | 大洋 横浜  | 29    | 27    | 2     | 1     | 2        | 7     | 11    | 0        | --          | .389  | 607   | 146.2    | 148      | 17          | 27       | 1     | 1        | 80       | 2     | 0        | 64    | 61       | 3.74     | 1.19    |
| 1987       | 大洋 横浜  | 32    | 14    | 2     | 2     | 2        | 7     | 9     | 0        | --          | .438  | 486   | 112.0    | 128      | 14          | 25       | 3     | 2        | 56       | 2     | 0        | 69    | 57       | 4.58     | 1.37    |
| 1988       | 大洋 横浜  | 51    | 12    | 6     | 0     | 0        | 11    | 8     | 1        | --          | .579  | 614   | 151.0    | 146      | 11          | 34       | 5     | 2        | 94       | 2     | 0        | 58    | 54       | 3.22     | 1.19    |
| 1989       | 大洋 横浜  | 31    | 14    | 2     | 1     | 0        | 9     | 10    | 1        | --          | .474  | 556   | 130.1    | 147      | 10          | 32       | 4     | 1        | 88       | 2     | 0        | 62    | 48       | 3.31     | 1.37    |
| 1990       | 大洋 横浜  | 24    | 13    | 1     | 0     | 0        | 3     | 5     | 0        | --          | .375  | 345   | 77.0     | 92       | 16          | 31       | 0     | 5        | 34       | 0     | 0        | 55    | 52       | 6.08     | 1.60    |
| 1991       | 大洋 横浜  | 11    | 3     | 0     | 0     | 0        | 0     | 3     | 0        | --          | .000  | 120   | 27.1     | 32       | 4           | 8        | 0     | 1        | 18       | 1     | 0        | 20    | 17       | 5.60     | 1.46    |
| 1992       | 大洋 横浜  | 55    | 0     | 0     | 0     | 0        | 4     | 2     | 1        | --          | .667  | 388   | 93.0     | 81       | 3           | 30       | 7     | 4        | 64       | 1     | 0        | 39    | 32       | 3.10     | 1.19    |
| 1993       | 大洋 横浜  | 2     | 0     | 0     | 0     | 0        | 0     | 0     | 0        | --          | ----  | 11    | 2.2      | 2        | 2           | 2        | 0     | 0        | 1        | 0     | 0        | 3     | 3        | 10.13    | 1.50    |
| 通算：12年 | 通算：12年 | 351   | 145   | 22    | 4     | 4        | 57    | 71    | 3        | --          | .445  | 5020  | 1164.2   | 1272     | 142         | 354      | 31    | 24       | 669      | 22    | 0        | 628   | 564      | 4.36     | 1.40    |

- 各年度の太字はリーグ最高

### 記録
- 初登板：1982年4月12日、対近鉄バファローズ前期3回戦（日本生命球場）、5回裏から4番手で救援登板、2回無失点
- 初先発登板：1982年4月14日、対西武ライオンズ前期4回戦（西武ライオンズ球場）5回1/3を4失点で敗戦投手
- 初勝利・初先発勝利・初完投勝利：1982年6月8日、対西武ライオンズ前期8回戦（西武ライオンズ球場）、9回1失点
- 初本塁打：1984年5月28日、対阪神タイガース9回戦（横浜スタジアム）、4回裏に山内新一からソロ
- 初完封：1986年4月24日、対中日ドラゴンズ3回戦（横浜スタジアム）
- 初セーブ：1988年8月17日、対ヤクルトスワローズ18回戦（明治神宮野球場）、9回裏1死から3番手で救援登板・完了、2/3回無失点
- 1000投球回数：1990年6月20日、対読売ジャイアンツ13回戦（横浜スタジアム） ※史上236人目

### 背番号
- 47 （1981年 - 1983年）
- 16 （1984年 - 1994年）
- 99 （1995年 - 1996年）